# ペガスス座ベータ星
ペガスス座β星は、ペガスス座の恒星で2等星。ペガススの大四辺形を形成する恒星の1つでもある。

## 特徴
四辺形を成す他の3星が青白色であるのに対し、この星は赤色である。不規則型の脈動変光星で2.31-2.74等の変光をする。

## 名称
学名はβ Pegasi（略称はβ Peg）。固有名のシェアト (Scheat)は、アラビア語で「すね」を意味する al-sāq に由来する。本来はみずがめ座δ星の名前として使われていたものが、中世に誤ってこの星に使われるようになったものである。2016年6月30日に国際天文学連合の恒星の命名に関するワーキンググループ (Working Group on Star Names, WGSN) は、Scheat をペガスス座β星の固有名として正式に承認した。